# Apollonaster yucatanensis
Apollonaster yucatanensis är en sjöstjärneart som beskrevs av Halpern 1970. Apollonaster yucatanensis ingår i släktet Apollonaster och familjen ledsjöstjärnor. Inga underarter finns listade i Catalogue of Life.